# The Embarcadero

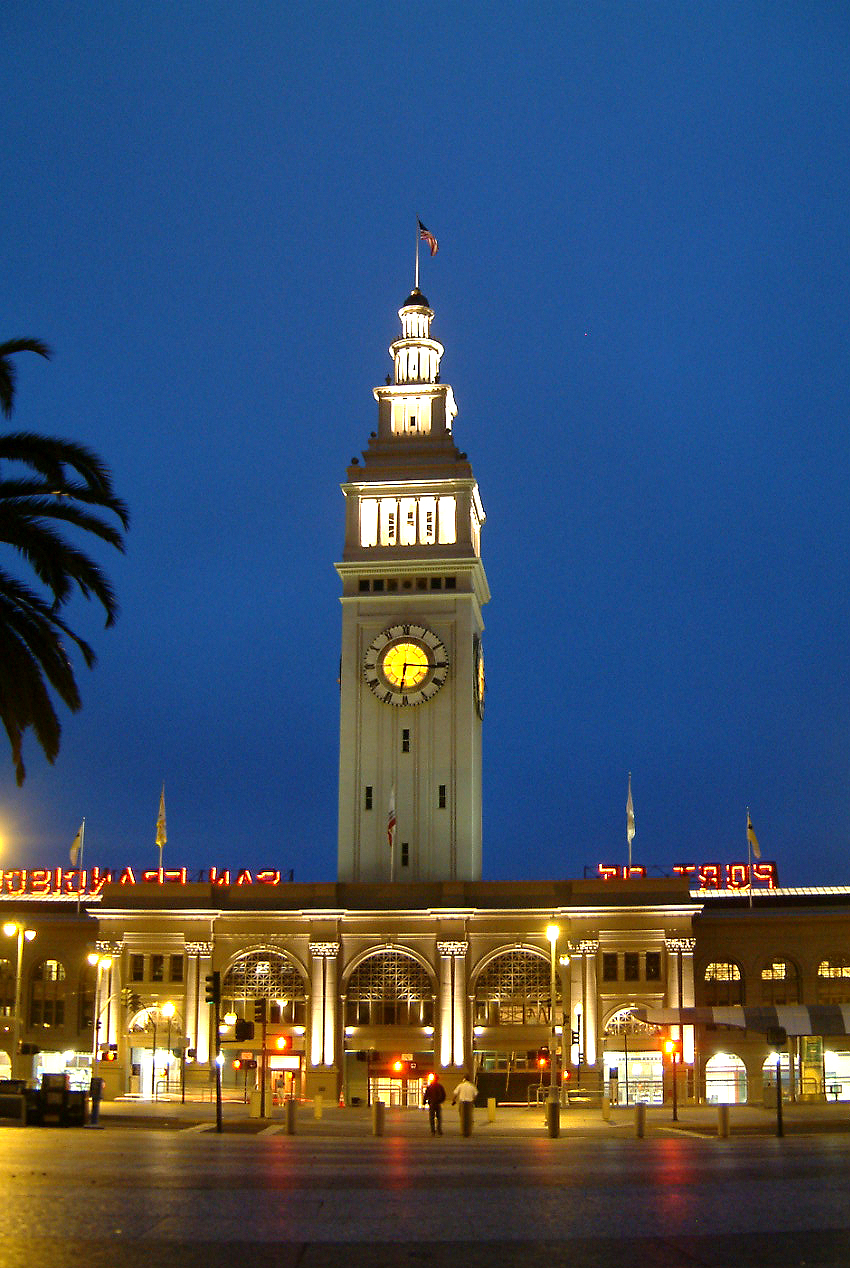
Ferry Building

The Embarcadero est une artère longeant le front de mer septentrional du port de San Francisco.

## Situation et accès
Construite sur des remblais, cette voie est située le long de la Baie de San Francisco. Par extension, c'est aussi le nom d'un quartier de San Francisco, qui s'étend le long de la Baie au nord-ouest du Financial District et de Telegraph Hill, jusqu'à Fisherman's Wharf à l'ouest et South Beach au sud.
La station Embarcadero, sur Market Street, est desservie par les tramways MUNI et par les métros du Bay Area Rapid Transit (BART).

## Origine du nom
Le terme Embarcadero provient de l'espagnol embarcar, qui signifie embarquer, il désigne donc un lieu d'embarquement.

## Historique
Historiquement, le littoral de San Francisco s'étendait vers le sud et l'intérieur des terres, de Clark's Point (en) en dessous de Telegraph Hill jusqu'à l'actuelle Montgomery Street et vers l'est en direction de Rincon Point, enfermant une crique nommée Yerba Buena Cove (en). Au fur et à mesure que la ville grandissait, la crique s'est remplie. Pendant cinquante ans, une grande digue offshore a été construite et les vasières remplies, créant ce qui est aujourd'hui le quartier financier de San Francisco. 

## Bâtiments remarquables et lieux de mémoire
C'est dans ce quartier qu'est située notamment la Fontaine Vaillancourt, une œuvre érigée en 1971 par le sculpteur québécois Armand Vaillancourt, et Two Columns with Wedge, une sculpture de 1971 de Willi Gutmann. Le quartier est dominé par le Ferry Building, un terminal de ferries partiellement reconverti en centre commercial.